# Obbligazione strutturata
Una obbligazione strutturata è un titolo obbligazionario costituito da un'obbligazione e una o più componenti derivate, cioè contratti di acquisto o vendita di strumenti finanziari come indici, azioni e valute.
Si tratta di obbligazioni vere e proprie, ma ciò che differisce è il rendimento, che è regolato sulla base di parametri collegati al verificarsi o meno di certi eventi previsti nel contratto. Le principali tipologie di obbligazioni strutturate sono:
- Equity linked: obbligazioni a capitale garantito collegate ad un credit derivative, il cui rendimento è funzione delle performance del mercato azionario. La componente obbligazionaria garantisce il rimborso del valore nominale a scadenza, quella opzionale il premio. In funzione del tipo di opzione si distingue tra:
  - Equity linked plain vanilla: dove il premio dipende dal differenziale, se positivo, tra il prezzo finale e iniziale del titolo sottostante;
  - Average equity linked bond: dove il premio dipende dalla differenza, se positiva, tra il prezzo medio del titolo e il suo valore iniziale.
- Reverse floater: ovvero obbligazioni di medio-lungo termine (10-30 anni) a tasso variabile il cui rendimento è inversamente proporzionale all'andamento dei tassi di mercato, grazie alla combinazione con uno swap.
- Reverse convertible: obbligazione a capitale non garantito che conferisce il diritto ad avere una remunerazione più elevata rispetto ad obbligazioni di pari durata in cambio del riconoscimento all'emittente dell'opzione di rimborsare a scadenza tramite azioni anche con valore inferiore rispetto al capitale investito.

In tutti i casi si tratta di obbligazioni zero coupon. A causa della forte personalizzazione del titolo, esso è meno facilmente liquidabile rispetto alle normali obbligazioni.